# Řád federativní republiky
Řád federativní republiky (anglicky: Order of the Federal Republic) je nejvyšší státní vyznamenání Nigerijské federativní republiky. Založen byl roku 1963. Velmistrem řádu je úřadující prezident republiky.

## Historie a pravidla udílení
Řád byl spolu s Řádem Nigeru založen 1. října 1963 zákonem č. 5 O zřízení národních vyznamenání. Byl založen po vzoru britských řádů. Udílen je úřadujícím prezidentem republiky občanům Nigérie i cizím státním příslušníkům za vynikající služby národu. Cizinci se však stávají pouze čestnými, nikoliv řádnými členy. Vyznamenání je udíleno z vlastního rozhodnutí prezidenta nebo na návrh Národního výboru pro státní vyznamenání a ocenění (anglicky: The National Committee for National Honours and Awards).
Prvními nigerijskými občany, kterým byla udělena třída velkokomtura, byli nigerijští politici Nnamdi Azikiwe a Olusegun Obasanjo. Stalo se tak dne 23. září 1981, kdy jim toto vyznamenání udělil prezident Shehu Shagari. Od poloviny 80. let 20. století do konce 90. let 20. století bylo udílení obou řádů občanům Nigérie pozastaveno. Ve stejné době probíhala také diskuze zpochybňující řadu rozhodnutí o jejich předchozím udělení. V roce 1998 však předseda Prozatímní rady guvernérů generál Abdulsalami Abubakar pokračoval v jejich udílení a v lednu 1999 byl zveřejněn seznam se jmény 755 Nigerijců nominovaných na udělení některého z řádů.
Počet vyznamenání, která mohou být během jednoho roku udělena je v jednotlivých třídách limitován. Třída velkokomtura může být udělen nejvýše ve dvou případech, třída komtura ve 20 případech, třída důstojníka v 50 případech a třída člena ve 100 případech.
K řádu náleží také stříbrná a bronzová medaile, která je udílena nízko postaveným státním úředníkům a dalším nigerijským občanům, jejichž zásluhy nesplňují požadavky na udělení vyššího řádu.

## Třídy
Řád je udílen ve čtyřech řádných třídách a dvou divizích, civilní a vojenské. Podle britského vzoru jsou používána i postnominální písmena.
- velkokomtur (GCFR)
- komtur (CFR)
- důstojník (OFR)
- člen (MFR)

K řádu také náleží medaile, která je udílena ve dvou třídách:
- stříbrná medaile
- bronzová medaile

## Insignie
Řádový odznak má tvar deseticípé hvězdy s cípy střídavě pokrytými bílým a zeleným smaltem. Uprostřed je kulatý medailon, který je v případě třídy člena stříbrný, u vyšších tříd pak zlatý. Uprostřed je vyobrazen státní znak Nigérie. Původně byl medailon lemován zeleně smaltovaným kruhem s nápisem ORDER OF THE FEDERAL REPUBLIC • NIGERIA. Tento nápis byl po reformě řádu změněn na název řádu a jeho třídu, například v případě řádu ve třídě člena je nápis MEMBER ORDER OF THE FEDERAL REPUBLIC • MFR.
Medaile kulatého tvaru je v závislosti na třídě vyrobena ze stříbra nebo bronzu. Na přední straně je stejný motiv jako u řádového odznaku, který však u medaile není pokryt smaltem. Zadní strana je hladká. 
Řádová hvězda je deseticípá a je na ni položen řádový odznak.
Stuha je zelená se dvěma širokými bílými pruhy při obou okrajích. V případě vojenské divize prochází středem úzký proužek červené barvy. Stuhou medaile v případě civilní verze prochází středem úzký proužek bílé barvy, v případě vojenské divize je tento bílý proužek širší a jeho středem prochází úzký proužek červené barvy.